# Shoot for the Moon
|  | Denne artikel er oprettet af botten PalnaBot ud fra en ekstern database. Den kan derfor have sproglige fejl eller mangler. Denne skabelon kan fjernes efter kontrol af indholdet. |

Shoot for the Moon er en kortfilm instrueret af Zara Zerny efter eget manuskript.